# AniBOOM
AniBOOM fue un sitio web de animación de medios que ofrecía una colección de animaciones, historietas cortas, herramientas de animación (como ShapeShifter), y las competiciones. Los usuarios registrados podían subir sus películas animadas, las que entonces se categorizaban según el tipo de animación. Los usuarios podían evaluar los videos dándoles un número “boom” y fijando comentarios. AniBOOM también ofrecía la opción de enviar por correo electrónico el video a un amigo, a un post, blog, a una página social del perfil de la red, o agregar a los favoritos. Daba a los usuarios “Boom Zones”, o páginas del perfil en las cuales mostrar sus videos.
De manera semejante a la mayoría de los videos que compartía el sitio web, AniBOOM se dirigía sobre todo a los animadores profesionales o semi-profesionales, y ofrecía repartos de la sindicación y/o de la producción, en la TV o la web, en el caso de las sumisiones populares. Los No-animadores podían también sugerir ideas al sitio para que otros animadores pudieran terminar. Mientras que la mayor parte del contenido puesto a consideración era original, algo del contenido en AniBOOM se podía encontrar en algún otro video compartido en otros sitios.

## Fondo
AniBOOM fue fundada en 2006 por el exejecutivo de televisión israelí Uri Shinar.

## Controversia
Los semi-finalistas elegidos por los jueces para la competencia de un video musical del grupo musical Radiohead, encontraron objeciones de otros participantes de la competencia. Se descubrió que de tres videos que ganaron, estos provenían sustancialmente, si no enteramente, de una cantidad de proyectos profesionales anteriores creados por los autores de los videos; uno de estos incluso fue incluido como una animación de un cortometraje comercialmente ya lanzado. Además, se sospechó de la participación de grandes estudios de animación para la creación de las animaciones o de que también habían producido una compilación de estos, y de la utilización de material preexistente. Además, fue descubierto más adelante que uno de los semi-finalistas era Paul Beck, un animador profesional que había previamente realizado videos musicales para Radiohead. Si bien estos semifinalistas no violaron directamente las pautas de la sumisión de material delineadas por AniBOOM para la competencia, muchos artistas amateur no fueron considerados por AniBOOM, dejando en la competición a profesionales de la industria de la animación.
Debido a la evidencia que tres de los semi-finalistas utilizaron proyectos de otras animaciones para hacer sus storyboards, muchos de los contendientes exigieron que AniBOOM los descalifique.